# Quantum-Systems
Quantum-Systems GmbH — німецька технологічна компанія зі штаб-квартирою у громаді Гільхінг. Фірма заснована в 2015 році й спеціалізується на розробці, проєктуванні та виробництві малих безпілотних літальних апаратів (БПЛА).

## Продукція
- Vector — легкий розвідувальний БПЛА, активно застосовується Силами оборони України.
- Scorpion
- Twister

## Історія
У 2023 році компанія зайшла до України, де були відкрити центри сервісного навчання, підтримки та логістики.
18 квітня 2024 оголосили, що компанія відкрила другий завод на території України. Всього компанія має 7 заводів. На заводі буде працювати до 100 людей. Планується виробляти по 1000 дронів на рік, а також виробляти запчастини. Quantum-Systems планує інвестувати в нове виробництво до 6 млн євро протягом наступних двох років.  Представники компанії Quantum Systems розпочав роботу навесні цього року та вже випускає розвідувальні безпілотники Vector в інтересах Сил оборони України.

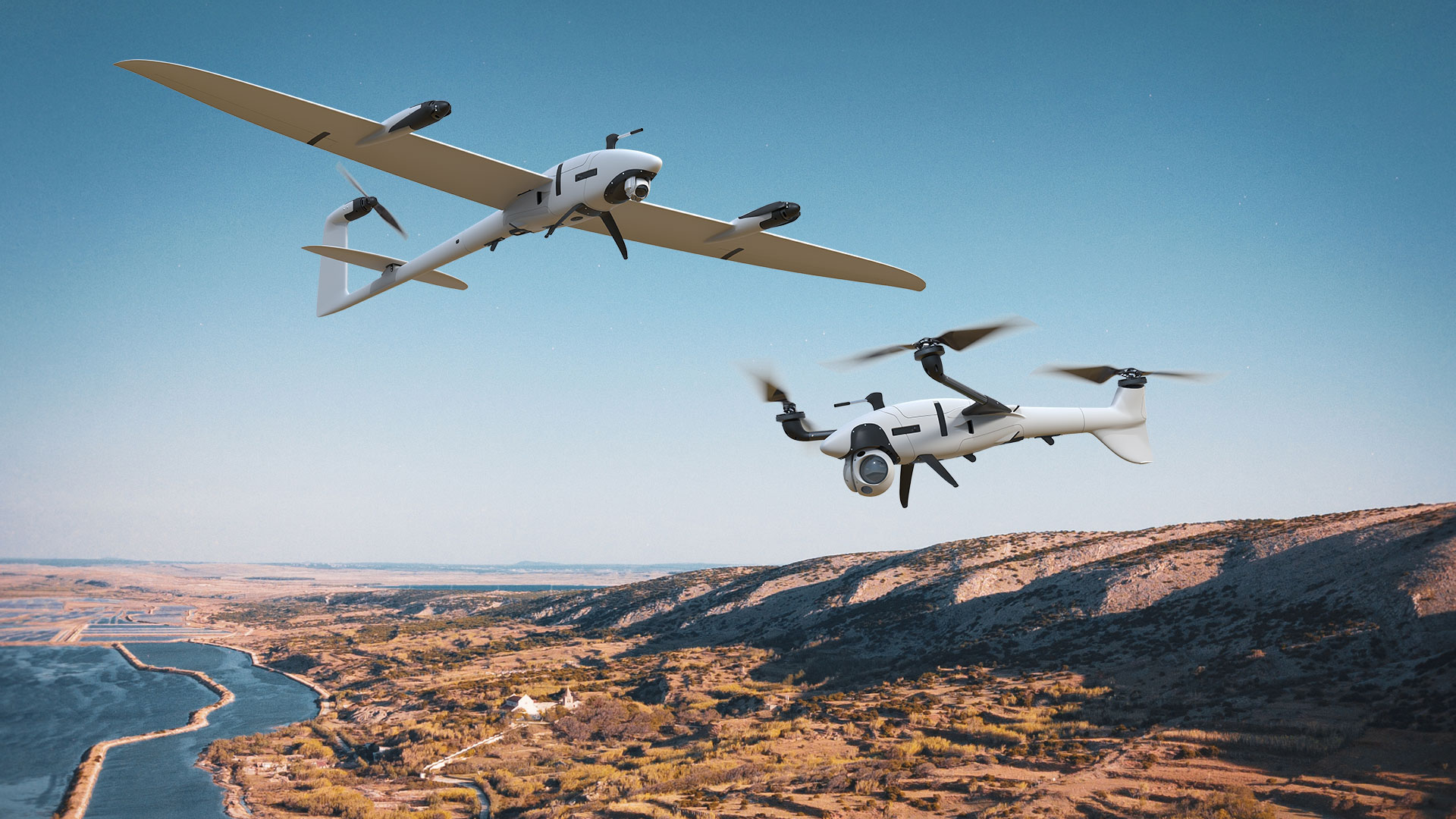
Vector та Scorpion БПлА

В лютому 2025 році виробники розповіли, що виготовлені безпілотники споряджаються крилами, а також CRPA-антенами прийому супутникового сигналу українського виробництва. У подальшому в планах налагодження виробництва фюзеляжу та інших елементів конструкції.

## Оператори
- Німеччина
- Філіппіни[14]
- Україна[15]